# Peter Giles
Peter Giles (Bournemouth, 17 giugno 1944) è un bassista e cantante britannico, noto per le sue collaborazioni con il fratello maggiore Michael Giles e i King Crimson del chitarrista Robert Fripp.

## Biografia

### Inizi
Nato nel 1944 a Winton, sobborgo di Bournemouth, assieme al fratello fu educato alla musica classica dal padre violinista. Verso la metà degli anni cinquanta i due si appassionarono di rock & roll e jazz e si dedicarono alla musica. Ad inizio carriera suonarono nei gruppi Johnny King and The Raiders (1960 - 1961) e Dave Anthony and The Rebels (1961). Incisero i primi singoli, prodotti da Joe Meek e pubblicati dalla Oriole, con il gruppo The Dowlands Brothers & The Soundtracks (1961 - 1963), la cui musica si ispirava agli Everly Brothers.
Dopo le brevi esperienze con le band The Sands (1963) e The Interns (1963), i fratelli Giles cercarono maggiore successo formando i Trendsetter Limited (1964 - 1966), con i quali pubblicarono altri singoli per la Parlophone, la stessa etichetta dei Beatles, e furono in tournée in Europa. Nel 1966 ribattezzarono il gruppo The Trend e l'anno successivo The Brain, sotto questo nome la loro musica abbracciò le nuove tendenze dell'avanguardia di quel tempo, risultando più vivace e satirica, influenzata da free jazz, rock psichedelico e atmosfere da music hall. Buona parte dei brani registrati dai Giles in queste band di inizio carriera furono pubblicati nel 2009 dalla Voiceprint nell'album The Giles Brothers 1962-1967.

### Con il fratello, Robert Fripp e Ian McDonald
Verso la fine estate del 1967, con il fratello Michael e Robert Fripp formò i Giles, Giles & Fripp che nel 1968 realizzarono il loro unico album The Cheerful Insanity of Giles, Giles & Fripp, pubblicato dalla Deram. Malgrado il disco avesse venduto meno di 1 000 copie, il gruppo rimase unito e vide l'entrata del poeta Pete Sinfield, del fiatista Ian McDonald e della sua compagna, l'ex cantante dei Fairport Convention Judy Dyble. La nuova formazione incise i brani She Is Loaded, (Why Don't You Just) Drop In e I Talk to the Wind; questi ultimi due sarebbero stati in seguito pubblicati dai King Crimson.
Dopo alcune apparizioni televisive del gruppo, Fripp prese atto degli scarsi risultati ottenuti e iniziò a comporre brani più sperimentali. In questo periodo, Peter Giles si accorse di essere stanco di lavorare nell'ambiente musicale e lasciò il gruppo, dedicandosi al lavoro di programmatore informatico. Brani registrati da Giles, Giles & Fripp, molti dei quali inediti, sarebbero stati pubblicati nel 2001 negli album The Brondesbury Tapes e Metaphormosis, rispettivamente dalla Voiceprint e dalla Tenth Planet.
Nel gennaio del 1969, Fripp, Sinfield, McDonald e Michael Giles formarono i King Crimson, con il bassista e cantante Greg Lake al posto di Peter. Dopo il primo album McDonald lasciò il gruppo e, nei primi mesi del 1970,  dopo che Lake annunciò la sua fuoriuscita durante le incisioni del secondo album In the Wake of Poseidon, Fripp scelse di continuare a registrare con Peter Giles al basso. Fu questa la sua unica collaborazione negli album dei King Crimson, con i quali apparve nella trasmissione Top of the Pops.
Subito dopo i fratelli Giles lasciarono il gruppo e si unirono a McDonald per registrare McDonald and Giles, pubblicato dalla Island nel gennaio 1971. Per diversi anni Peter Giles sparì dai maggiori circuiti musicali e tornò sulle scene nel 2002, nella formazione della 21st Century Schizoid Band con il fratello, McDonald, e agli altri due ex King Crimson Mel Collins e Jakko Jakszyk. Il gruppo ripropose in diverse tournée il vecchio repertorio dei King Crimson e pubblicò 4 album dal vivo.

### Con la moglie e altre attività
Dal 1989 Peter Giles ha continuato a suonare con il nome Aluna con Yasmine, che avrebbe in seguito sposato. A partire dal 2004 si è inoltre distinto in atletica leggera nella categoria Master, gareggiando 5 volte con la maglia della nazionale inglese e vincendo alcuni titoli britannici di categoria sulle distanze tra i 1500 metri piani e la maratona.